# Bras de Ross (lac Brébeuf)
Pour les articles homonymes, voir Bras de Ross et Ross.
Le bras de Ross est un affluent du lac Brébeuf, coulant dans la municipalité de Ferland-et-Boilleau et de Rivière-Éternité, dans la municipalité régionale de comté (MRC) du Fjord-du-Saguenay, dans la région administrative du Saguenay–Lac-Saint-Jean, dans la province de Québec, au Canada. La partie inférieure de la vallée du bras de Ross est intégrée à la zec du Lac-Bébeuf.
La vallée du bras de Ross est desservie par le Chemin du Lac-Brébeuf qui dessert la rive sud-ouest du lac Brébeuf, pour les besoins la foresterie, de l’agriculture et des activités récréotouristiques. Quelques routes forestières secondaires desservent cette vallée.
La foresterie constitue la principale activité économique du secteur ; les activités récréotouristiques, en second.
La surface du bras de Ross est habituellement gelée du début de décembre à la fin mars, toutefois la circulation sécuritaire sur la glace se fait généralement de la mi-décembre à la mi-mars.

## Géographie
Les principaux bassins versants voisins du bras de Ross sont :
- côté nord : lac Bruno, lac à la Balle, lac des Îlets, lac Brébeuf (anse à Bacalem et anse à la Balle), lac des Cèdres, ruisseau des Papinachois, lac Otis, rivière Saguenay ;
- côté est : lac Brébeuf, lac Éternité, rivière Éternité, lac Bailloquet ;
- côté sud : rivière Pierre, lac Pierre, lac à la Lune, lac de la Rivière Pierre, lac des Canots ;
- côté ouest : bras d'Hamel, lac Grand-Père, lac à Méridé, rivière Ha! Ha!, rivière à Mars[3].

Le bras de Ross prend sa source à l’embouchure du lac du Berger (longueur : 1,4 km ; altitude : 438 m) dans une vallée encaissée entre les montagnes. Ce lac est alimenté du côté sud par la décharge du lac en Trèfle, du Lac Long et du Lac à la Boule. L’embouchure du lac du Berger est située à :
- 5,6 km au nord-est du cours de la rivière Ha! Ha! ;
- 8,6 km à l’ouest d’une courbe du cours de la rivière Cami ;
- 9,9 km au sud-ouest du lac des Cèdres ;
- 10,1 km au sud-est du centre du village de Ferland ;
- 11,4 km au sud-ouest de la confluence du Bras de Ross et du lac Brébeuf ;
- 23,0 km au sud-est de la confluence de la rivière Ha! Ha! et de la baie des Ha! Ha![3].

À partir de l’embouchure du lac du Berger, le cours du bras de Ross descend sur 21,6 km, selon une dénivellation de 199 m selon les segments suivants :
Cours supérieur du Bras de Ross (segment de 10,4 km)
- 0,9 km vers le nord-ouest jusqu’à un petit lac (longueur : 0,4 km ; altitude : 410 m), puis vers le nord-est en le traversant sur 0,23 km jusqu’à son embouchure ;
- 0,8 km vers le nord-est jusqu’à la décharge (venant du sud-est) de deux lacs ;
- 4,0 km vers le nord-ouest jusqu’à la décharge (venant du sud-ouest) de quelques lacs ;
- 2,2 km vers le nord-est dans une vallée encaissée entre deux montagnes et en traversant sur 0,3 km la partie sud du lac Potvin (longueur : 1,1 km ; altitude : 309 m), jusqu’à la décharge (venant du sud-est) du lac Benouche ;
- 2,5 km vers le nord-est en formant une courbe vers le sud-est pour contourner une montagne et en courbant vers le nord, jusqu’à la décharge (venant de l’ouest) du Lac de Sable ;

Cours inférieur du Bras de Ross (segment de 11,2 km)
- 3,9 km vers le nord-est dans une vallée encaissée en recueillant la décharge (venant du nord) d’un lac, en formant une courbe vers l’ouest pour contourner une montagne, en recueillant la décharge (venant de l’est) d’un lac ainsi que la décharge (venant du sud-ouest) d’un lac, jusqu’à un ruisseau (venant du nord) ;
- 1,1 km vers l’est en traversant une zone de marais en fin de segment, jusqu’à un ruisseau (venant de l'est) ;
- 3,6 km vers le nord-est en passant entre deux montagnes, en traversant trois séries de rapides et en formant une courbe vers le nord-ouest, jusqu’à la décharge (venant de l’ouest) d’un lac ;
- 1,3 km vers l’est, en formant une boucle vers le nord et en traversant une zone de marais, jusqu’à la rive est du lac ? ;
- 0,7 km vers l’est en traversant le lac ? (altitude : 269 m) sur sa pleine longueur, jusqu'à son embouchure ;
- 0,6 km vers l’est jusqu'à son embouchure[3].

Le bras de Ross se déverse au fond d’une baie sur la rive sud-ouest de la partie ouest du lac Brébeuf. Cette embouchure est située à :
- 3,2 km au nord-est du hameau « L’Écluse-à-Hilaire » ;
- 4,9 km au sud-est du hameau « Lac-à-la-Balle » ;
- 5,5 km au sud-ouest d’une baie du lac Éternité ;
- 6,3 km à l’ouest de l’embouchure du lac Brébeuf ;
- 7,0 km à l’ouest de la confluence de la rivière Cami et de la rivière Saint-Jean ;
- 16,7 km au sud-ouest du centre du village de Rivière-Éternité ;
- 23,8 km au sud-ouest de la confluence de la rivière Éternité et de la baie Éternité (rivière Saguenay) ;
- 31,5 km au sud-ouest de la confluence de la rivière Saint-Jean et de l’anse Saint-Jean (rivière Saguenay) ;
- 41,9 km au sud-est du centre-ville de Saguenay[3].

À partir de la confluence du bras de Ross, le courant :
- traverse le lac Brébeuf sur 6,8 km vers l’est ;
- suit le cours de la rivière Saint-Jean sur 38,8 km généralement vers le nord-est ;
- traverse l’anse Saint-Jean sur 2,9 km vers le nord ;
- suit le cours de la rivière Saguenay sur 42,8 km vers l’est jusqu’à Tadoussac où il conflue avec l’estuaire du Saint-Laurent.

## Toponymie
Le terme « Ross » constitue un patronyme de famille d’origine anglaise.
Le toponyme « bras de Ross » a été officialisé le 5 décembre 1968 par la Commission de toponymie du Québec.